# Ammanford
Ammanford (in gallese Rhydaman) è una comunità del Galles di circa 8600 abitanti.
Si trova nella contea di Carmarthenshire lungo il corso del fiume Amman (da cui il nome in inglese, guado sull'Amman).
La località era un tempo un centro minerario per l'estrazione dell'antracite.

## Geografia fisica
Ammanford si trova tra Swansea e Llandeilo (rispettivamente a nord della prima e a sud della seconda) è situata a 6 miglia dai confini del parco nazionale delle Brecon Beacons e nei pressi della confluenza del fiume Amman con il fiume Loughor (a Pantyffynnon).

## Storia
Nel 1925 avvennero degli scontri tra minatori e polizia nel corso di un celebre evento noto come lo "sciopero dell'antracite di Ammanford".

## Cultura

### Musica
Era originario di Ammanford il gruppo musicale dei Jarcrew, attivo tra il 1999 e il 2005.

## Società

### Evoluzione demografica
Al censimento del 2001, Ammanford contava una popolazione pari a 12.615 abitanti.

## Sport
- Ammanford AFC, squadra di calcio[4]
- Ammanford RFC, squadra di rugby[5]

## Amministrazione

### Gemellaggi
- Breuillet[6][7]